# Campanha presidencial de Ron Paul em 2012
Entre 2011 e 2012, Ron Paul, representante dos EUA pelo Texas, concorreu sem sucesso à nomeação do Partido Republicano para presidente dos Estados Unidos na eleição presidencial de 2012.
Em 14 de abril de 2011, Paul anunciou a formação de uma conta "teste" e afirmou que decidiria se entraria na corrida até, pelo menos, o início de maio. Ele anunciou a criação de um comitê em 26 de abril em Des Moines, Iowa. Paul declarou oficialmente sua candidatura presidencial em 13 de maio em Exeter, New Hampshire.
Em 12 de julho, Paul anunciou que não buscaria a reeleição como representante do 14º distrito do Texas para focar em sua campanha presidencial. Até abril de 2012, a campanha havia arrecadado mais de 38 milhões de dólares.
Em 14 de maio, Paul anunciou que encerraria a campanha ativa nos estados primários restantes e, em vez disso, focaria nas convenções de seleção de delegados em nível estadual. Em 14 de julho, Paul não conseguiu conquistar a pluralidade de delegados na convenção final no estado de Nebraska, o que encerrou sua possibilidade de garantir um espaço para discursar na Convenção Nacional Republicana, onde a campanha de Paul conquistou 190 delegados.

## Contexto e eventos pré-campanha

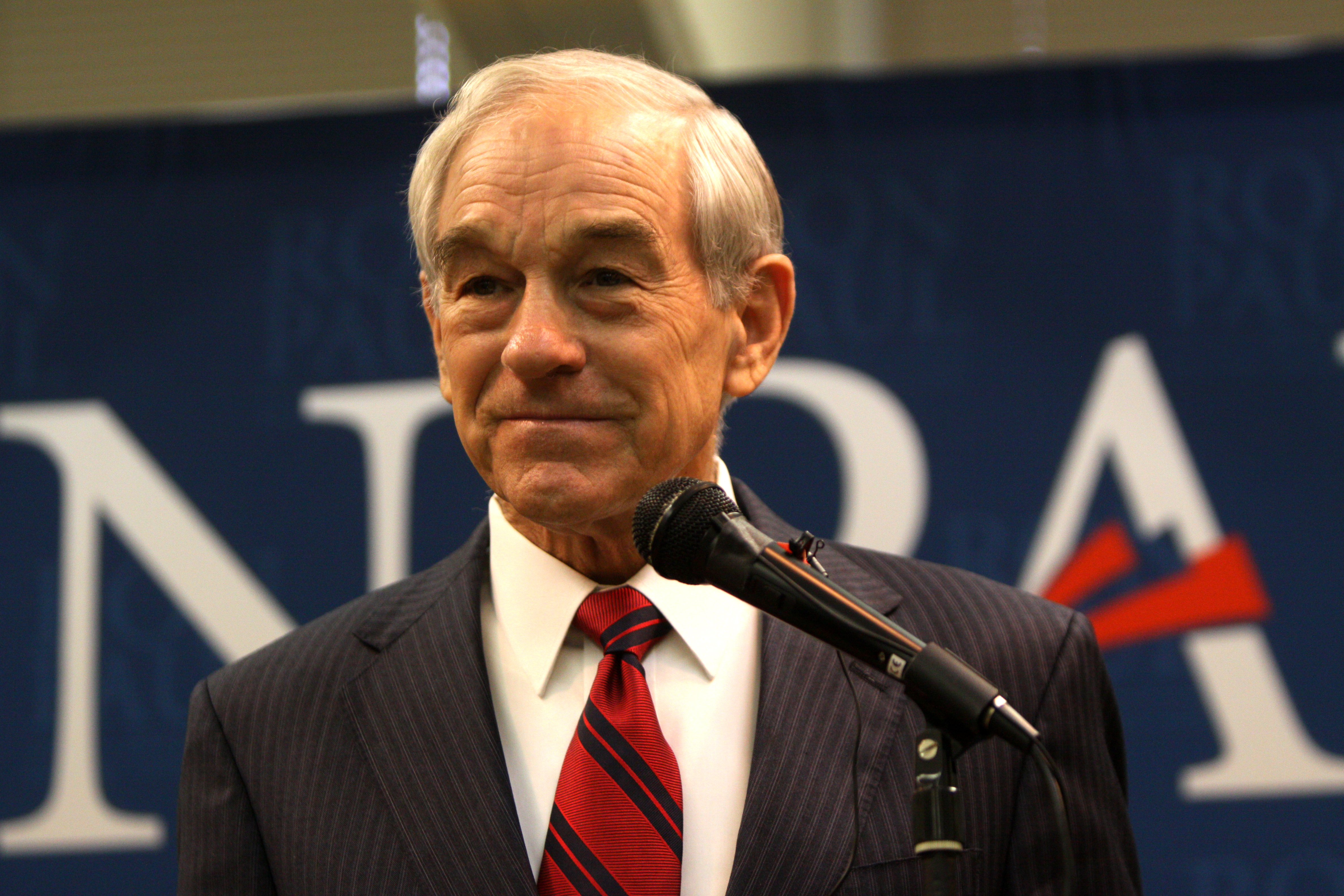
Ron Paul em um evento em Le Mars, Iowa, em 30 de dezembro de 2011

Fortemente especulado como possível candidato republicano na eleição presidencial de 2012, Paul participou da Pesquisa de Opinião da Conferência de Ação Política Conservadora (CPAC) em 2010. Paul venceu a votação, derrotando Mitt Romney, que havia ganhado nos três anos anteriores. Paul também venceu a pesquisa de opinião do CPAC em 2011, com 30% dos votos. Após isso, ele venceu a votação online paga dos Patriots do Tea Party do Arizona em 28 de fevereiro de 2011, com 49% dos votos.
Em fevereiro de 2011, Paul pediu aos apoiadores que doassem para seu Comitê de Ação Política Liberty para financiar viagens a Iowa e outros locais para explorar uma possível candidatura presidencial em 2012. Em 21 de fevereiro, uma campanha de arrecadação relâmpago no Dia dos Presidentes arrecadou cerca de 400.000 dólares em 24 horas. O Liberty PAC arrecadou mais de 700.000 dólares durante seu relançamento em fevereiro. Até o final de março, o Liberty PAC havia arrecadado mais de 1 milhão de dólares.
Em 14 de abril de 2011, foi anunciado que Paul havia formado uma organização de "testagem de águas", semelhante aos esforços de Newt Gingrich para explorar sua possível candidatura. O porta-voz de Paul, Jesse Benton [en], foi citado dizendo: "Ele ainda não decidiu quais serão seus planos, mas conforme a decisão final se aproxima, sua equipe preparou as peças para que ele possa ligar o interruptor e começar a correr se decidir concorrer à presidência." Paul anunciou a formação de um comitê exploratório em Des Moines, Iowa, em 26 de abril, em preparação para uma possível candidatura à nomeação presidencial republicana.
Em 5 de maio, Paul participou de um debate em Greenville, Carolina do Sul, entre apenas cinco candidatos. Uma campanha de arrecadação relâmpago foi agendada para o mesmo dia, arrecadando mais de 1 milhão de dólares para a campanha de Paul.

## Desenvolvimentos da campanha

### Anúncios
Em 13 de maio de 2011, em Exeter, New Hampshire, Paul anunciou sua decisão de concorrer à nomeação republicana na eleição de 2012. O anúncio foi transmitido ao vivo nacionalmente no programa Good Morning America da ABC.
Em 14 de maio de 2012, Paul publicou uma declaração no site da campanha informando que não continuaria a fazer campanha ativa nas primárias dos estados restantes, mas que prosseguiria com sua candidatura presidencial buscando conquistar delegados em caucus e convenções estaduais para a Convenção Nacional Republicana [en] em agosto de 2012.

### Debates do Partido Republicano e pesquisas de opinião
Paul participou de um debate em 13 de junho de 2011, no Saint Anselm College em Goffstown, New Hampshire. Em 18 de junho de 2011, Paul venceu a Pesquisa de Opinião da Conferência de Liderança Republicana do Sul com 41%, superando por ampla margem Jon Huntsman, que ficou em segundo com 25%, e Michele Bachmann, com 13% (Mitt Romney ficou em quinto com 5%). Em 19 de junho, ele venceu novamente a Pesquisa de Opinião do Condado de Clay, Iowa, com 25%, enquanto Michele Bachmann ficou em segundo com 12%. Paul indicou em uma entrevista de junho de 2011 que, se nomeado, consideraria o ex-juiz da Corte Superior de Nova Jersey Andrew Napolitano como seu companheiro de chapa.
Paul também participou de outro debate em 11 de agosto de 2011, em Ames, Iowa, e venceu amplamente as pesquisas pós-debate. Ele ficou em segundo lugar na Pesquisa de Opinião de Ames com 4.671 votos, perdendo por apenas 152 votos ou 0,9% para Michele Bachmann, um empate estatístico em primeiro lugar, segundo alguns na mídia. Ele recebeu o quarto maior número de votos para um candidato na história da Pesquisa de Opinião de Ames.
Em 20 de agosto, na Pesquisa de Opinião dos Jovens Republicanos de New Hampshire, Paul ficou novamente em primeiro lugar, com 45%, enquanto Mitt Romney ficou em segundo com 10%. Em 27 de agosto, na Pesquisa de Opinião do Partido Republicano do Estado da Geórgia, Paul ficou em segundo lugar, com 25,7%, atrás do residente da Geórgia Herman Cain, que obteve 26%.
Em 5 de setembro, Paul participou do Fórum da Liberdade de Palmetto, na Carolina do Sul, ao lado dos candidatos Herman Cain, Mitt Romney, Michele Bachmann e Newt Gingrich. O fórum foi mediado pelos congressistas Steve King, de Iowa, o senador Jim DeMint, da Carolina do Sul, e Dr. Robert P. George, fundador do Projeto de Princípios Americanos, que organizou o evento.
Em 12 de setembro, Paul participou do debate presidencial republicano do Tea Party, transmitido pela CNN. Durante o evento, Paul recebeu tanto aplausos inesperados quanto vaias por suas respostas às perguntas feitas pelos moderadores e outros participantes do debate. Quando Rick Santorum questionou Paul sobre sua posição em relação às motivações dos atentados de 11 de setembro, parte do público vaiou sua resposta de que a ocupação militar dos EUA era a "verdadeira motivação por trás dos ataques de 11 de setembro e da grande maioria dos outros casos de terrorismo suicida".
Quando um dos moderadores apresentou um cenário hipotético de um homem saudável de 30 anos que precisava de cuidados intensivos, mas não tinha seguro de saúde, perguntando a Paul: "Você está dizendo que a sociedade deveria simplesmente deixá-lo morrer?", alguns membros do público gritaram "sim!". Paul discordou da reação do público, afirmando que, quando trabalhava como médico em um hospital católico antes da era do Medicaid, "nunca recusamos ninguém no hospital." Paul elaborou dias depois que acreditava que o público estava aplaudindo a autossuficiência e que "a mídia distorceu isso".
Jack Burkman [en], estrategista do Partido Republicano, foi questionado sobre o desempenho de Paul no debate. Embora Burkman tenha dito que a enquete de seu programa de rádio nacional indicava que Rick Perry venceu o debate (156 votos para Perry contra 151 para Paul), ele acreditava que o apoio a Paul era extremamente profundo, comparável ao apoio dos democratas por Bobby Kennedy décadas antes, e previu que "ele poderia vir de trás na reta final e ganhar a nomeação."
Em 18 de setembro, Paul venceu a Pesquisa de Opinião do Partido Republicano da Califórnia com 44,9% dos votos, realizada no JW Marriott, no centro de Los Angeles. De 833 votos apurados, Paul obteve o maior número, com 374, superando por ampla margem seu concorrente mais próximo, o governador do Texas Rick Perry.
Em 24 de setembro, Paul ficou em quinto lugar na Pesquisa de Opinião da Presidência 5 da Flórida, com 10,4% dos votos. Paul venceu com 37% dos votos no Values Voter Summit [en] em 8 de outubro; o maior percentual já registrado no evento.
Em 22 de outubro, Paul venceu a Pesquisa de Opinião republicana de Ohio com o apoio de 53% dos participantes, mais que o dobro do apoio do segundo colocado, Herman Cain (26%).
Paul venceu a Pesquisa de Opinião Presidencial da Federação Nacional de Assembleias Republicanas de Iowa em 29 de outubro com 82% dos votos.

### Sondagens
Em uma sondagem da Rasmussen Reports [en] de agosto entre eleitores prováveis de todo o espectro político, perguntando se votariam em Paul ou Barack Obama, a resposta favoreceu ligeiramente Obama (39%) em relação a Paul (38%), mas por uma margem menor do que na mesma pergunta feita um mês antes (41–37%). Paul terminou em terceiro lugar em uma sondagem de finais de agosto entre eleitores prováveis das primárias republicanas, atrás de Rick Perry e Mitt Romney, e à frente de Michele Bachmann, subindo da quarta posição que, segundo outra sondagem, ocupava poucos dias antes.
Em uma sondagem da Harris Poll em setembro, os entrevistados escolheram Paul (51%) em relação a Obama (49%).
Na Pesquisa de Opinião Republicana de Illinois, realizada no início de novembro, Paul obteve 52% dos votos, com Herman Cain em segundo lugar com 18%.
Em uma sondagem da Bloomberg News de 10 a 12 de novembro entre eleitores de Iowa propensos a participar dos caucus republicanos de 3 de janeiro de 2012, Paul estava em um empate quádruplo com 19%, ao lado de Cain, Romney e Gingrich, que obtiveram 20%, 18% e 17%, respectivamente.
Uma sondagem da Bloomberg News divulgada em 16 de novembro de 2011 mostrou Paul com 17% em New Hampshire, em segundo lugar, atrás de Romney, com 40%.
Uma sondagem da Public Policy Polling divulgada em 13 de dezembro de 2011 colocou Paul em empate estatístico pelo primeiro lugar em Iowa com Newt Gingrich, com 21% e 22%, respectivamente. A média do RealClearPolitics.com mostrou Paul em segundo lugar em New Hampshire, com 18,3%, em 28 de dezembro de 2011. Resultados da Public Policy Polling de 18 de dezembro mostraram Paul liderando em Iowa com 23%, seguido por Romney com 20% e Gingrich com 14%.
Uma sondagem da Rasmussen Reports de janeiro de 2012 entre eleitores prováveis de todo o espectro político constatou que, em uma disputa hipotética de dois candidatos entre Paul e Barack Obama, os entrevistados preferiram Obama (43%) em relação a Paul (37%). A média do RealClearPolitics.com também constatou que Obama (47%) era favorecido em relação a Paul (42%) em uma disputa de dois candidatos.
Uma sondagem da Pew Research Center de janeiro de 2012 entre eleitores registrados de todo o espectro político, na véspera da primária da Carolina do Sul, constatou que, em uma disputa hipotética a três entre Obama, Romney e Paul, com Paul concorrendo como candidato de terceiro partido, os entrevistados escolheriam Obama (44%) em relação a Romney (32%) e Paul (18%). (Paul afirmou repetidamente que não tinha planos de concorrer por um terceiro partido.)
Nas sondagens de eleitores prováveis das primárias republicanas na véspera da primária republicana da Carolina do Sul, Paul ficou em terceiro lugar tanto na Carolina do Sul (15%) quanto nacionalmente (14%), atrás de Romney e Gingrich.
Uma sondagem da Rasmussen em abril de 2012 mostrou Paul como o único candidato republicano capaz de derrotar Obama em um confronto direto. Paul venceu Obama por um ponto percentual na sondagem, com 44% dos votos.

### Campanhas relâmpago de arrecadação e financiamento
A segunda campanha relâmpago de arrecadação (moneybomb) de Paul (a primeira foi antes de seu anúncio oficial) foi agendada para 5 de junho de 2011, aniversário da resolução conjunta de 1933 que aboliu o padrão-ouro. A campanha relâmpago de 5 de junho, intitulada "A Revolução contra o RomneyCare: Primeiro Round", arrecadou aproximadamente 1,1 milhão de dólares. Uma terceira campanha relâmpago, intitulada "Ready, Ames, Fire!", foi realizada em 19 de julho de 2011, para apoiar a campanha antes da Pesquisa de Opinião de Ames em 13 de agosto de 2011, arrecadando mais de 550.000 dólares.
No segundo trimestre de 2011, a campanha de Paul ficou em segundo lugar, atrás de Mitt Romney, em termos de dólares arrecadados, com 4,5 milhões de dólares. Isso foi 1,5 milhão de dólares a mais do que sua meta original de 3 milhões de dólares. Durante esse trimestre, a campanha de Paul arrecadou mais dinheiro de militares do que todos os outros candidatos republicanos combinados, e até mais do que Barack Obama, uma tendência que continuou desde a campanha presidencial de Paul em 2008 [en].
Uma quarta campanha relâmpago ocorreu no 76º aniversário de Paul, em 20 de agosto de 2011. Ela arrecadou mais de 1,8 milhão de dólares, apesar de um ataque cibernético ao site que o tirou do ar por várias horas, após o qual a arrecadação foi estendida por mais doze horas.
Uma quinta campanha relâmpago começou em 17 de setembro, data do 224º aniversário da criação da Constituição dos Estados Unidos. Continuando pelo dia seguinte, arrecadou mais de 1 milhão de dólares. Pouco após a campanha relâmpago do Dia da Constituição, uma sexta campanha, intitulada "End of Quarter Push", começou em 22 de setembro, com o objetivo de arrecadar 1,5 milhão de dólares antes do prazo de arrecadação do terceiro trimestre.
No terceiro trimestre de 2011, Paul arrecadou mais de 8 milhões de dólares. Uma campanha relâmpago de três dias intitulada "Black This Out" arrecadou mais de 2,75 milhões de dólares em meados de outubro.
Em 16 de dezembro, uma campanha relâmpago intitulada "Tea Party MoneyBomb" ocorreu e arrecadou mais de 4 milhões de dólares ao longo de dois dias.
Paul também foi apoiado pelo Super PAC Endorse Liberty. Até 16 de janeiro de 2012, o PAC havia gasto 2,83 milhões de dólares promovendo a campanha de Paul.

### Movimento "Blue Republican"
Em junho de 2011, o editor online Robin Koerner cunhou o termo "Blue Republican" para se referir a eleitores dos EUA que se consideram liberais ou progressistas — ou que geralmente votam no Partido Democrata — mas planejavam se registrar como republicanos e votar nas primárias presidenciais republicanas de 2012 por Paul. A expressão "Blue Republican" ganhou rápida disseminação após o artigo de Koerner, "If You Love Peace, Become a 'Blue Republican' (Just for a Year)", ser publicado no The Huffington Post em 7 de junho. O empreendedor de mídias sociais Israel Anderson promoveu o termo no Facebook, posteriormente se unindo a Koerner para expandir o movimento.
Cinco dias após seu artigo original que cunhou o termo, Koerner publicou um artigo de acompanhamento sobre a popularidade do termo: "'Blue Republicans': an Idea Whose Time Has Come". O artigo foi compartilhado mais de 11.000 vezes no site de rede social Facebook até a publicação do segundo artigo.

### Orçamento federal
Em 21 de junho de 2011, Paul foi o primeiro candidato presidencial republicano de 2012 a assinar o Compromisso Cut, Cap, and Balance. Este compromisso busca compromissos de políticos para mudanças no teto da dívida, redução de gastos e tributação. O compromisso também solicita que os signatários apoiem a aprovação de uma emenda de orçamento equilibrado para a Constituição.

### Cobertura da mídia

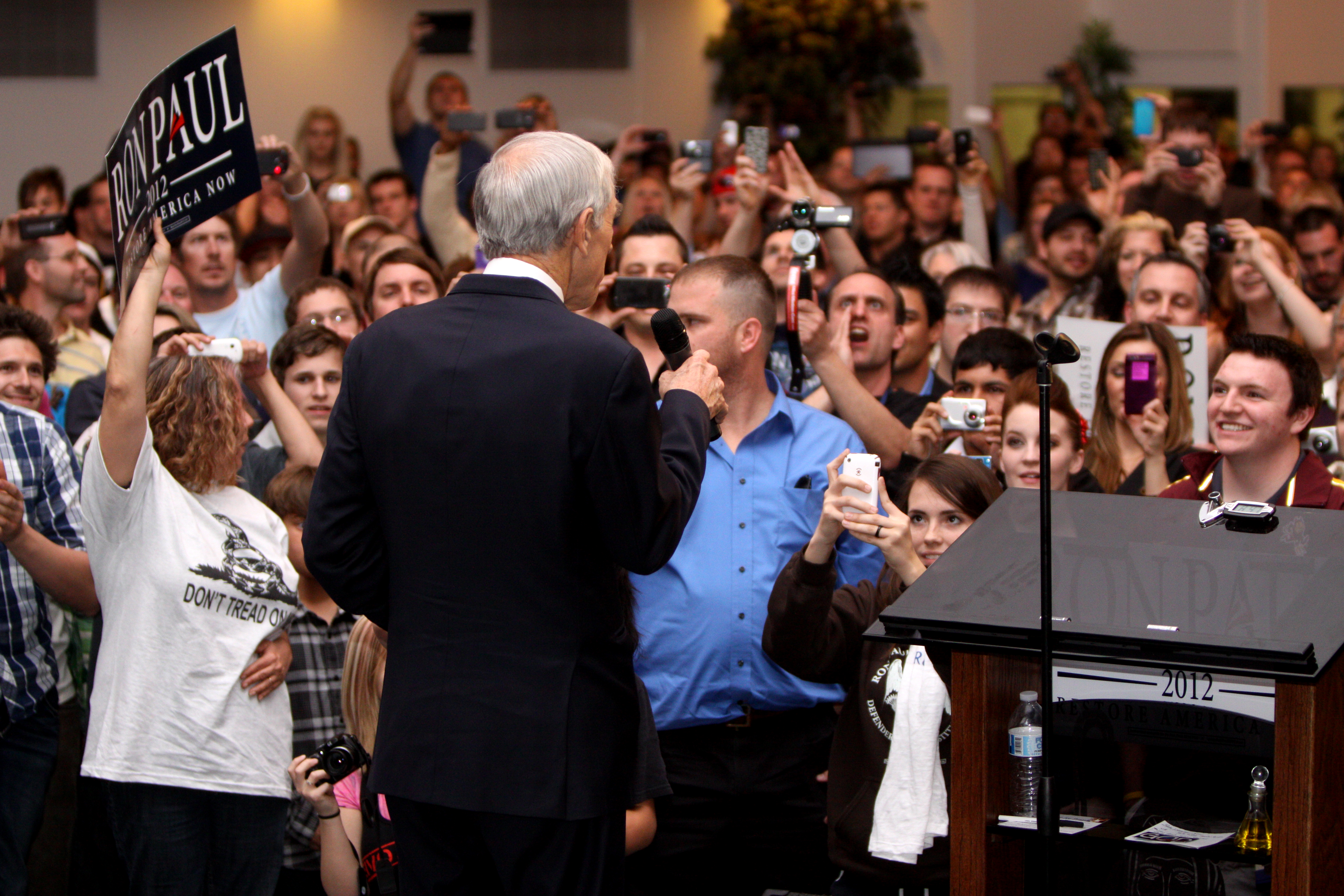
Paul falando aos apoiadores em um comício pós-debate em Mesa, Arizona, em 22 de fevereiro de 2012

Durante sua campanha presidencial anterior, muitos apoiadores alegaram que houve um boicote da mídia e supressão da cobertura de Paul. Alegações semelhantes surgiram na campanha de 2012 e receberam alguma cobertura da mídia. O colunista do Politico Roger Simon observou no programa Reliable Sources da CNN que Paul recebeu consideravelmente menos cobertura do que Michele Bachmann, apesar de ter ficado em segundo lugar, próximo a ela, na Pesquisa de Opinião de Ames. Simon posteriormente opinou no Politico que a mídia estava tratando Paul injustamente.
O comediante Jon Stewart também reclamou da falta de cobertura, apesar de Paul obter resultados muito melhores nas sondagens do que candidatos que recebiam cobertura. Stewart apresentou uma montagem de clipes da mídia mainstream que mostravam comentaristas ignorando Paul e dois correspondentes da CNN admitindo suprimir a cobertura dele. Will Wilkinson opinou no The Economist que "Ron Paul continua sendo deliberadamente ignorado como um crime de guerra americano", argumentando que, se Paul tivesse vencido a Pesquisa de Opinião de Ames, isso teria sido considerado irrelevante, mas como Bachmann venceu, foi dito que impulsionou sua campanha. Outros comentaristas notaram que o sucesso de Paul em pesquisas de opinião anteriores não se traduziu em sucesso mais amplo como motivo para a relativa falta de atenção da mídia.
Paul foi questionado em uma entrevista na Fox News: "Do que eles [a mídia] têm medo?" Ele respondeu: "Eles não querem discutir minhas opiniões, porque acho que estão assustados comigo desafiando o status quo e o establishment."
Durante o Debate CBS/National Journal em 12 de novembro, Paul teve apenas 90 segundos de tempo de fala. A campanha de Paul respondeu, dizendo: "O congressista Paul teve apenas 90 segundos de fala em uma hora televisionada. Se quisermos ter uma conversa nacional autêntica sobre questões como segurança e defesa, podemos e devemos fazer melhor para garantir que todas as vozes sejam ouvidas. A CBS News, em sua arrogância, pode pensar que pode escolher o próximo presidente. Felizmente, o povo de Iowa, New Hampshire e de toda a América vota, e não as elites da mídia."
O Pew Research Center's Project for Excellence in Journalism constatou em agosto de 2011 que Paul recebeu substancialmente menos cobertura do que outros candidatos na corrida de 2012. O Pew divulgou outro estudo em outubro de 2011 confirmando que Paul recebia uma cobertura desproporcionalmente baixa na mídia. Paul obteve de 6,0 a 9,8% nas sondagens durante o período do estudo, mas recebeu apenas 2% da cobertura da mídia, a menor entre todos os candidatos. O estudo também observou que a cobertura de Paul entre blogs foi a mais favorável de todos os candidatos. Em janeiro de 2012, o The Atlantic citou o estudo semanal do Pew. Eles notaram que, apesar de subir constantemente nas sondagens, Paul vinha perdendo sua parcela de cobertura da imprensa, indo de 34% no final de dezembro de 2011 para cerca de 3% em meados de janeiro de 2012. Eles também observaram uma queda acentuada na cobertura positiva e um pequeno aumento na negativa.

### Processo contra o RNC
Em junho, um grupo de advogados e especialistas jurídicos entrou com um processo no Tribunal Distrital dos EUA contra o Comitê Nacional Republicano e 55 organizações estaduais e territoriais do Partido Republicano por privar os delegados de Paul de voz no processo de nomeação, como exigido por lei, e por coagirem ilegalmente os delegados a escolher Mitt Romney como o candidato presidencial do partido.
Os demandantes alegam que o partido violou a lei federal ao forçar os delegados a assinar declarações de lealdade, sob ameaça de perjúrio, para votar em Mitt Romney antes que um candidato oficial fosse selecionado. O processo alegou que houve "uma campanha sistemática de fraude eleitoral nas convenções estaduais", empregando manipulação de máquinas de votação, preenchimento de urnas e falsificação de totais de votos. O processo também apontou incidentes em convenções estaduais, incluindo atos de violência e mudanças nas regras processuais, supostamente destinadas a negar a participação de apoiadores de Paul nas decisões do partido e impedir que votos fossem dados a Paul. Um advogado representando os demandantes disse que o conselheiro da campanha de Paul, Doug Wead, expressou apoio à ação legal. O próprio Paul disse à CNN que, embora o processo não fizesse parte da estratégia de sua campanha e ele não estivesse aconselhando seus apoiadores a processar, ele não iria dizer aos seus apoiadores para não processarem, se tivessem um argumento legítimo. "Se eles não estão seguindo as regras, você tem o direito de defender as regras. Acho que, na maioria das vezes, os caucus que vencemos foram conduzidos seguindo as regras. E o outro lado, por vezes, não seguiu as regras."
Em agosto de 2012, o processo foi indeferido pelo juiz distrital dos EUA David Carter, que descreveu a maioria das alegações dos demandantes como vagas e amplamente ininteligíveis. O juiz disse que a única alegação inteligível apresentada — de que o Partido Republicano de Massachusetts excluiu ilegalmente 17 delegados estaduais eleitos de participar da convenção nacional porque se recusaram a se comprometer com um candidato específico — não prosperou porque os partidos políticos têm o direito de excluir pessoas de cargos de liderança e filiação. O juiz deu aos demandantes "uma terceira e última oportunidade" para emendar a queixa. Os demandantes apresentaram uma queixa emendada poucos dias antes do início programado da convenção.

### Convenção nacional
Apesar de cessar a maioria das atividades de campanha, a campanha de Paul realizou alguma arrecadação de fundos em julho de 2012, na tentativa de financiar as despesas de transporte dos delegados de Paul que viajavam para a Convenção Nacional Republicana em Tampa, Flórida. Paul disse que um de seus objetivos na convenção era "plantar nossa bandeira e mostrar que nosso movimento pela Liberdade é o futuro do Partido Republicano". Ele também disse que esperava um conflito sobre "credenciais" e a plataforma do partido. Até o final de agosto, a questão de Paul de auditar o Federal Reserve estava na versão preliminar da plataforma nacional do Partido Republicano. O candidato presumido Romney pediu a inclusão final dessa proposta.

## Resultados eleitorais

### Janeiro
Paul terminou em terceiro lugar nos caucus republicanos de Iowa, realizados em 3 de janeiro de 2012. Projetava-se que Paul receberia 7 delegados de um total de 28, o mesmo número que Mitt Romney e um a menos que Rick Santorum, o que o colocou empatado em segundo lugar na contagem de delegados na época.
Paul ficou em segundo lugar na primária republicana de New Hampshire, realizada em 10 de janeiro, com 22,9% dos votos, atrás de Mitt Romney, que obteve 39,4%. Ele conquistou 3 delegados nesse pleito. Na primária republicana da Carolina do Sul, em 21 de janeiro, Paul ficou em quarto lugar e não obteve delegados. Paul também não conquistou delegados na primária republicana da Flórida, em 31 de janeiro, após realizar pouca campanha no estado devido à sua alocação de delegados no formato "vencedor leva tudo".

### Fevereiro

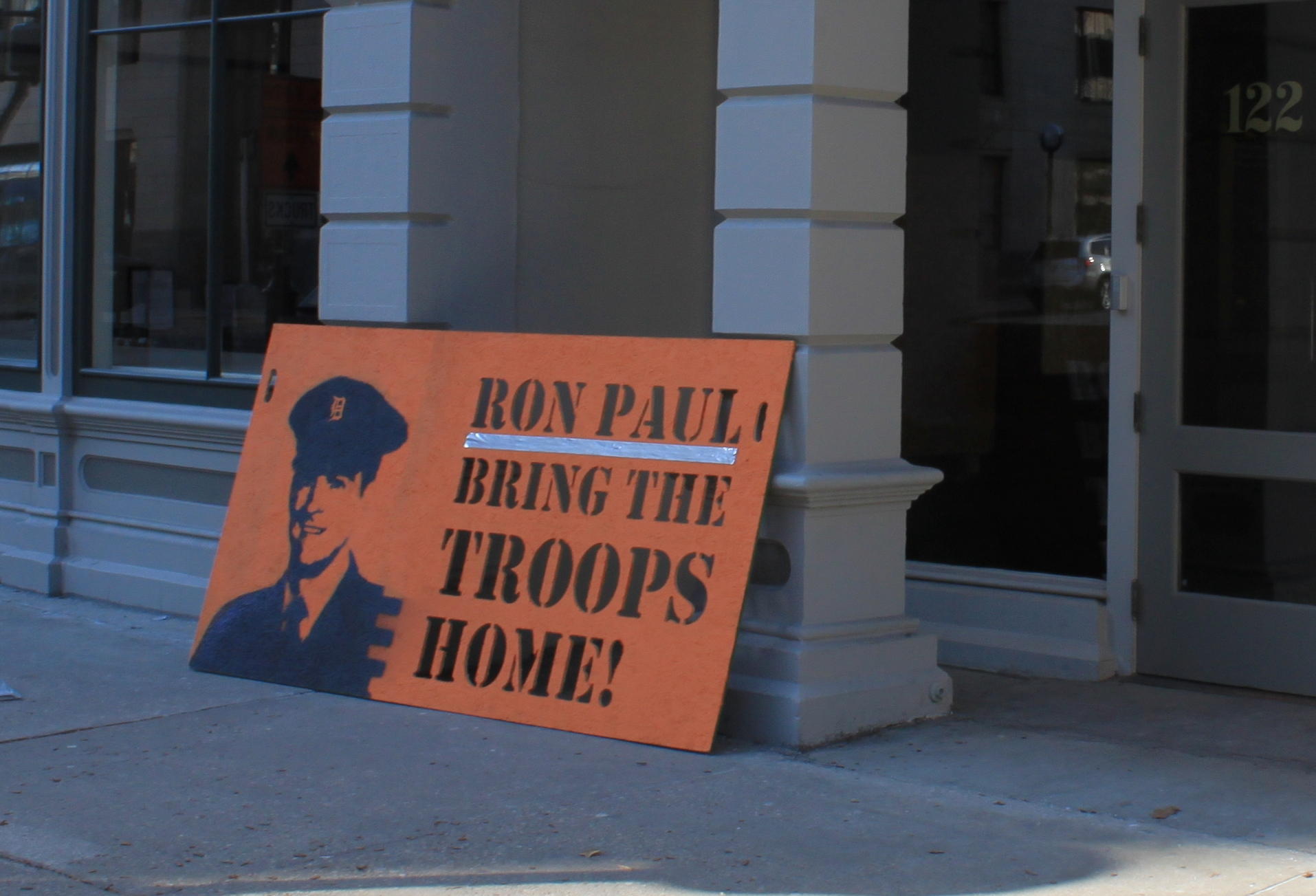
Placa de apoio a Ron Paul no dia da primária presidencial de Michigan, Ann Arbor

Os caucus republicanos de Nevada foram realizados em 4 de fevereiro. Paul terminou em terceiro lugar, atrás de Newt Gingrich e Mitt Romney, com 18,7% dos votos e 5 delegados, atrás do vencedor Romney, com 50,0%, e Gingrich, com 21,1%. Os caucus de Colorado e de Minnesota ocorreram em 7 de fevereiro. No Colorado, Paul terminou em quarto lugar com 11,8%, atrás de Santorum (vencedor com 40,2%), Romney e Gingrich. Em Minnesota, Paul ficou em segundo lugar (27,1%), atrás do vencedor Rick Santorum (44,9%), com Romney (16,9%) e Gingrich (10,8%) em terceiro e quarto lugares, respectivamente.
Em 17 de fevereiro, com 95% dos distritos nos caucus republicanos do Maine reportados, Paul estava em segundo lugar, com 34,9% dos votos, contra 39% de Romney. Nenhum dos principais candidatos pediu recontagem, e o presidente do Partido Republicano do Maine afirmou que recontagens eram impossíveis devido aos votos terem sido fisicamente descartados.
As primárias republicanas de Michigan e Arizona foram realizadas em 28 de fevereiro. Paul ficou em terceiro lugar em Michigan, com 11,9%, e em quarto lugar no Arizona, com 8,5%.

### Março e Superterça
Uma grande parte dos delegados para a Convenção Nacional Republicana foi alocada em março, incluindo os caucus republicanos de Washington em 3 de março, a Superterça em 6 de março e vários outros estados ao longo do mês. Paul ficou em segundo lugar nos caucus de Washington, com 24,8%. Em 10 de março, ele conquistou um delegado nos caucus das Ilhas Virgens dos EUA, enquanto Romney adicionou quatro delegados aos três superdelegados que já o apoiavam.
Paul recebeu 1,2% dos votos na primária republicana de Porto Rico, ficando em sexto lugar, seu menor desempenho em qualquer território durante a campanha.
No programa The Tonight Show with Jay Leno, Paul disse que dispensou a proteção do Serviço Secreto dos EUA porque a considerava "uma forma de assistência social" e acreditava que deveria pagar por sua própria proteção.

### Contagem de delegados
A campanha de Paul adotou uma estratégia de reunir apoio de delegados estaduais em vez de vencer estados diretamente. Por exemplo, Paul teve um forte desempenho no estado natal de Romney, Massachusetts, com apoiadores obtendo a maioria dos delegados lá (embora obrigados a votar em Romney na primeira rodada), causando um conflito entre os delegados de Paul, o Partido Republicano de Massachusetts e o Comitê da Convenção Nacional Republicana. Uma situação semelhante ocorreu na Louisiana, com a campanha de Paul inicialmente conquistando 17 dos 30 delegados disponíveis antes que desafios processuais e legais alterassem a alocação. Paul também conseguiu uma vitória de delegados em Nevada, com 88% dos delegados apoiando-o. Paul venceu 21 dos 25 delegados em Iowa.
Paul permaneceu ativo na corrida até a Convenção Nacional Republicana de 2012. Antes da convenção, ele conquistou pluralidades vinculadas das delegações oficiais dos estados de Iowa, Louisiana, Maine, Minnesota, Nevada e Oregon (mas não das Ilhas Virgens, apesar de vencer o voto popular lá). Durante as reuniões do comitê de credenciais na semana anterior à abertura oficial da convenção, os membros de Paul das delegações de Louisiana, Maine e Oregon foram contestados (assim como os delegados de Paul de Massachusetts), e muitos de seus delegados desses estados foram desqualificados. Ao mesmo tempo, delegados de Paul de Oklahoma contestaram as credenciais da delegação oficial de Oklahoma, mas não tiveram sucesso. No final, ele manteve pluralidades vinculadas de Iowa, Minnesota e Nevada; no entanto, ele também tinha pluralidades de nomeação do plenário nos estados de Oregon e Alasca, além do território das Ilhas Virgens. Sob as regras de 2012, esse total de 6 pluralidades do plenário era suficiente para garantir um discurso de 15 minutos na televisão nacional; as regras foram alteradas no último minuto para exigir 8 pluralidades do plenário, e assim ele não discursou na convenção. Embora não tenha sido nomeado candidato republicano de 2012, ele não encerrou oficialmente sua campanha nem endossou o candidato Mitt Romney para presidente.
Paul terminou a campanha com 118 delegados, ficando em quarto lugar, atrás de Gingrich, Santorum e Romney.

## Convenção Nacional Republicana
Um comício de Ron Paul foi realizado em Tampa, Florida, local da Convenção Nacional Republicana de 2012, no dia anterior ao início da convenção.

## Endossos

### Autoridades federais
Senadores atuais dos EUA
- Rand Paul, filho e Senador de Kentucky[118]

Deputados federais atuais
- Justin Amash, Deputado de Michigan[119]
- Walter B. Jones, Deputado da Carolina do Norte[120]
- Tim Johnson, Deputado de Illinois[121]

Ex-autoridades executivas federais
- Paul Craig Roberts, ex-Secretário Assistente do Tesouro para Política Econômica[122]

Ex-deputados federais
- Joe Scarborough [en], ex-Deputado da Flórida e comentarista de mídia[123]

Ex-agentes da CIA
- Michael Scheuer, ex-agente de inteligência da CIA, chefe da Estação de Assuntos Bin Laden de 1996 a 1999 e Conselheiro Especial da unidade Bin Laden da CIA de setembro de 2001 a novembro de 2004.[124]

### Autoridades estaduais
Ex-governadores
- Jesse Ventura, ex-governador de Minnesota, apresentador de TV, Navy SEAL e lutador profissional[125]

Ex-juízes
- Richard B. Sanders, ex-juiz da Corte Suprema do Estado de Washington[126]

Idaho
- Vito Barbieri, deputado estadual de Idaho[127]
- Clinton Daniel, membro do Conselho Municipal de Lewiston[128]
- Monty J. Pearce, senador estadual de Idaho[129]
- Cornel Rasor, Comissário do Condado de Bonner[130]

Iowa
- Shawn Dietz, prefeito de Hampton[131]
- Glen Massie, deputado estadual de Iowa[132]
- Brent Oleson, Supervisor do Condado de Linn[133]
- Kim Pearson, deputada estadual de Iowa[134]
- Jason Schultz [en], deputado estadual de Iowa[135]
- Kent Sorenson [en], senador estadual de Iowa, ex-presidente da campanha de Michele Bachmann em Iowa[136]

Louisiana
- Charlie Davis, Vice-Presidente[137]
- Joel Robideaux, deputado estadual da Louisiana[137]

Maine
- Aaron F. Libby, deputado estadual do Maine[138]
- Larry C Dunphy, deputado estadual do Maine[138]
- Jeffery A. Gifford, deputado estadual do Maine[138]
- R. Ryan Harmon, deputado estadual do Maine[138]
- David D. Johnson, deputado estadual do Maine[138]
- Lance E. Harvell, deputado estadual do Maine[138]
- Michael D. McClellan, deputado estadual do Maine[138]
- Beth A. O'Connor, deputada estadual do Maine[138]
- Heather W. Sirocki, deputada estadual do Maine[138]
- Paul Waterhouse, deputado estadual do Maine[138]
- Michael J. Willette, deputado estadual do Maine[138]

Missouri
- Paul Curtman, deputado estadual do Missouri[139]

New Hampshire
- Jim Forsythe, senador estadual de New Hampshire[140]
- Andy Sanborn, senador estadual de New Hampshire[141]
- Ray White, senador estadual de New Hampshire[142]
- Anne Cartwright, deputada estadual de New Hampshire (Condado de Cheshire, Distrito 2)[143]
- Jenn Coffey, deputada estadual de New Hampshire (Condado de Merrimack, Distrito 6)[144]
- Tim Comerford, deputado estadual de New Hampshire[144]
- Cameron DeJong, deputado estadual de New Hampshire (Condado de Hillsborough, Distrito 9)[140]
- Phil Greazzo, deputado estadual de New Hampshire (Condado de Hillsborough, Distrito 17) e Vereador do Distrito 10 de Manchester[145]
- J.R. Hoell, deputado estadual de New Hampshire (Condado de Merrimack, Distrito 13)[146]
- Paul Ingbretson, deputado estadual de New Hampshire (Condado de Grafton, Distrito 5)[146]
- Kyle Jones, deputado estadual de New Hampshire (Rochester)[147]
- Laura Jones, deputada estadual de New Hampshire (Rochester)[144]
- Robert Kingsbury, deputado estadual de New Hampshire (Condado de Belknap, Distrito 4)[146]
- George Lambert, deputado estadual de New Hampshire (Condado de Hillsborough, Distrito 27)[148]
- Robert Malone, deputado estadual de New Hampshire (Condado de Belknap, Distrito 5)[146]
- Jonathan S. Maltz, deputado estadual de New Hampshire (Condado de Hillsborough, Distrito 27)[146]
- Donna Mauro, deputada estadual de New Hampshire[144]
- Andrew Manuse, deputado estadual de New Hampshire[149]
- Paul Mirski, deputado estadual de New Hampshire (Condado de Grafton, Distrito 10)[150]
- Keith Murphy, deputado estadual de New Hampshire (Bedford)[151]
- Laurence Rappaport, deputado estadual de New Hampshire[152]
- Kevin Reichard, deputado estadual de New Hampshire[153]
- Lisa Scontsas, deputada estadual de New Hampshire (Condado de Hillsborough, Distrito 22)[146]
- Tammy Simmons, deputada estadual de New Hampshire (Condado de Hillsborough, Distrito 17)[144]
- Kathy Souza, deputada estadual de New Hampshire[154]
- Norman Tregenza, deputado estadual de New Hampshire[140]
- Lucien Vita, deputado estadual de New Hampshire (Middleton)[147]
- Carol Vita, deputada estadual de New Hampshire (Middleton)[147]
- Mark Warden, deputado estadual de New Hampshire (Condado de Hillsborough, Distrito 7)[144]

De acordo com Forsythe, Paul recebeu apoio de 20 dos 400 deputados estaduais de New Hampshire até o início de julho de 2011.
New Jersey
- Mike Doherty, senador estadual de Nova Jersey[156]

New York
- Dan Halloran, membro do Conselho Municipal de Nova York[157]

Carolina do Norte
- Glen Bradley, deputado estadual da Carolina do Norte[158]

Oklahoma
- Charles Key, deputado estadual de Oklahoma[159]

Pensilvânia
- Mike Folmer, senador estadual da Pensilvânia[160]

Rhode Island
- Nicholas D. Kettle, senador estadual de Rhode Island[161]
- Daniel P. Gordon, deputado estadual de Rhode Island[162]

Carolina do Sul
- Lee Bright, senador estadual da Carolina do Sul[163]
- Kevin Bryant, senador estadual da Carolina do Sul[163]
- Gary Bunker, vereador[164]
- Tom Davis, senador estadual da Carolina do Sul[165]
- Thomas Ravenel, ex-tesoureiro estadual[166]
- Danny Verdin, senador estadual da Carolina do Sul[163]

Dakota do Sul
- Jon Hansen, deputado estadual[167]
- Brian Liss, deputado estadual[167]

Utah
- Casey O. Anderson, senador estadual de Utah[168]

Vermont
- Tom Burditt, deputado estadual[169]
- Adam Howard, deputado estadual[170]

Washington
- Rob Chase [en], Tesoureiro do Condado de Spokane[171]
- John Christina, Comitê Central Republicano, Condado de Spokane[172]
- Cary Condotta, deputado estadual de Washington[173]
- Cindy Marshall, Vice-Presidente do Partido Republicano, Condado de Spokane[174]
- Jason Overstreet, deputado estadual de Washington[175]
- Matt Shea, deputado estadual de Washington[176]
- Karen Skoog, Comitê Central Republicano, Condado de Pend Oreille[172]

Wyoming
- Kendell Kroeker, deputado estadual de Wyoming (Distrito 35)[177]

### Organizações e autoridades políticas
Partidos
- Caucus da Liberdade Republicana[178]

Organizações
- DC Tea Party[179]

- Hawaii Bar Owners Association[180]

- Tax Accountability of TAC, organização nacional de vigilância de contribuintes sediada em Chicago. Tax Accountability é o braço de ação política da Taxpayers United of America (TUA).[181]

- Dubuque Tea Party de Iowa[182]

- Tea Party Coalition de Oeste de Nova York[183]
- Allegany County Tea Party de Nova York[184]
- Buffalo Liberty Tea Party de Nova York[184]
- Monroe County Tea Party de Nova York[184]
- Ontario County Tea Party de Nova York[184]
- Steuben County Tea Party de Nova York[184]

Autoridades do Partido Democrata
- Lynn Rudmin Chong, ex-presidente democrata do Condado de Belknap[185]

Autoridades do Partido Republicano
- Nate Jones, Presidente do Partido Republicano do Condado de Payette[186]

- Cory Adams, Presidente Republicano do Condado de Story[187]
- Josh Davenport, Copresidente Republicano do Condado de Clay[188]
- David Fischer, membro do Comitê Central Estadual[189]
- Heath Hill, ex-Presidente Republicano do Condado de Story[190]
- Drew Ivers, membro do Comitê Central Estadual[189]
- Jeremiah Johnson, membro do Comitê Central Estadual[182]
- James Mills, membro do Comitê Central Estadual[189]
- A.J. Spiker, Presidente do Comitê Central Estadual[190]
- Kris Thiessen, Presidente Republicano do Condado de Clay[188]

- Jason Stern, Presidente do Partido Republicano da Paróquia de Livingston, de Walker[191]
- Paul Goppelt, membro do Comitê Central Republicano Estadual da Paróquia de Ascension[192]
- Wallace Lucas, membro do Comitê Central Republicano Estadual da Paróquia de Jefferson[192]
- Harold Williams, membro do Comitê Central Republicano Estadual de Baton Rouge. Williams também é ex-Presidente do Partido Republicano da Paróquia de East Baton Rouge[193]

- Chris Georgacas, ex-Presidente Republicano Estadual[194]

- Ezekiel Lyen, membro do Comitê Estadual do GOP[195]
- Mike Munch, tesoureiro do Partido Republicano do Condado de Stevens[195]
- Mark Stewart, Sargento-de-Armas do GOP do Condado de Pierce[195]

### Outros
Imprensa
- Arab American News (Michigan)[196]
- The Daily Iowan[197]
- The Littleton Courier (New Hampshire)[198]
- Berlin Reporter (New Hampshire)[198]
- Coos County Democrat (New Hampshire)[198]
- The Medfield Press (Massachusetts)[199]

Ativistas políticos
- Chuck Baldwin [en], ativista político, candidato presidencial em 2008 e membro do Partido da Constituição[200]
- Christopher R. Barron, membro do conselho e cofundador do GOProud[201]
- Kevin Carson, escritor político[202]
- Calvin Dufraisne, ativista político, escritor de opinião conservadora e comentarista político colaborador do the Revered Review[203]
- Ken Hach, cofundador do Tea Party de Iowa[204]
- Karen Kwiatkowski, ativista política, tenente-coronel aposentada da Força Aérea dos EUA, candidata ao Congresso pelo 6º distrito da Virgínia em 2012[205]
- Paul Maloney, líder pró-vida em Dakota do Norte[206]
- Tim Pugh, fundador do Cedar Rapids Tea Party[207]
- Lew Rockwell, presidente do Instituto Mises[208]
- Jim Treat, cofundador do Tea Party de Iowa[204]

Empresários
- Linda Bean, empresária e herdeira da empresa L. L. Bean[209]
- Alex Beltramo, cofundador do site de jogos pogo.com[210]
- Patrick M. Byrne, CEO da Overstock.com[211]
- Dennis Hof, cafetão e empreendedor[212]
- Jonathan Johnson, presidente da Overstock.com [en][213]
- independente baseado na fé e criador promocional[214]
- Iris Mack, matemática e autora[215]
- Jim Rogers, investidor[216]
- Joel Salatin, agricultor[217]
- Peter Thiel, cofundador do PayPal[218]

Acadêmicos
- Walter Block, professor de economia na Universidade Loyola de Nova Orleans e pesquisador sênior do Instituto Ludwig von Mises[219]
- Gary Chartier, decano associado da Universidade La Sierra[220]
- Bruce Fein, advogado e especialista em direito constitucional (conselheiro sênior da campanha)[221]
- Kevin Gutzman, professor de história e culturas não ocidentais na Universidade Estadual do Oeste de Connecticut[222]
- Murray Sabrin, professor de finanças no Faculdade Ramapo[222]

Pastores, clérigos e proponentes religiosos
- Steven Andrew, pastor e presidente da USA Christian Ministries[223]
- Glen E. Bandel, pastor da Nora Springs Christian Church, Condado de Floyd, Iowa[224]
- Voddie Baucham, pastor da Igreja Batista da Família da Graça em Spring, Texas[225]
- Mike Demory, pastor da Igreja de Cristo de Heartland, Dubuque, Iowa[226]
- Doug Holmes, pastor da Igreja da Graça Soberana, Dows, Iowa[227]
- Kent Hovind, cientista criacionista evangélico[228]
- Mark McGlohon, reverendo de Sioux City, Iowa[229]
- Brian D. Nolder, pastor da Igreja do Cristo Redentor, Condado de Marion, Iowa[230]
- Adam Pierce, pastor associado da Igreja Batista da Avenida Buchanan, Sioux City, Iowa[231]

Celebridades, comentaristas e outros
- Aimee Allen, cantora e compositora[232]
- Bill Burr, comediante[233]
- Michelle Branch, cantora[234]
- Darren E. Burrows (e esposa Melinda), ator conhecido pelo papel em Exposição ao Norte[235]
- Chris Carr, defensor do Baltimore Ravens[236]
- Kelly Clarkson, cantora pop[237]
- Anthony Crivello, ator[238]
- Jonathan Davis, vocalista principal do Korn[239]
- Clint Didier, ex-jogador de NFL do Washington Redskins, agricultor da área de Eltopia e candidato ao Senado dos EUA em 2010 apoiado pelo Tea Party[240]
- Jerry Doyle, apresentador de rádio e ator[241]
- John Garver, sobrinho do rival de Ron Paul nas primárias Rick Santorum[242]
- Golden State, banda de rock indie[243]
- Michale Graves, ex-vocalista do Misfits[244]
- Matt Harvey, guitarrista da banda de death metal Exhumed[245]
- Peyton Hillis, running back do Cleveland Browns[246]
- D.L. Hughley, ator[247]
- Tommy Jordan, sensação da internet[248]
- KRS-One, rapper[249]
- Philip Labonte, vocalista da banda All That Remains[250]
- Julie Newmar, atriz[251]
- Chuck Norris, artista marcial e ator[252]
- Tony Pashos, atacante do Cleveland Browns[246]
- Joe Perry, guitarrista, vocalista e compositor da banda de rock Aerosmith[253]
- Prodigy, rapper[254]
- Joe Rogan, comediante e apresentador de televisão[255]
- Cinco primos de Mitt Romney: Ty Romney, Travis Romney, Chad Romney, Jared Romney e Troy Romney[256]
- Snoop Dogg, rapper[257]
- Doug Stanhope, comediante stand-up[258]
- John Stossel, comentarista de mídia[259]
- Douglas Carswell, membro do Partido da Independência do Reino Unido no Parlamento Britânico[260]
- Andrew Sullivan, comentarista político e blogueiro[261]
- Vince Vaughn, ator[262]

Cidadãos não americanos
- Norm Macdonald, comediante[263]